# Zakarpattia-2 Użhorod
Zakarpattia-2 Użhorod (ukr. Футбольний клуб «Закарпаття-2» Ужгород, Futbolnyj Kłub "Zakarpattia-2" Użhorod) – ukraiński klub piłkarski z siedzibą w Użhorodzie. Jest drugim zespołem klubu Zakarpattia Użhorod.

## Historia
Chronologia nazw:
- 2001—2002: Zakarpattia-2 Użhorod (ukr. «Закарпаття-2» Ужгород)
- 2004—...: Zakarpattia U-21 Użhorod (ukr. «Закарпаття-д» Ужгород)

Jako druga drużyna klubu Zakarpattia Użhorod w sezonie 2001/02 zgłosiła się do rozgrywek Drugiej Lihi. Zespół zajął 17 miejsce, ale potem zrezygnował z dalszych występów. Klub został pozbawiony statusu profesjonalnego. W 2004, kiedy główna drużyna awansowała do Wyższej Lihi, druga drużyna startowała w Turnieju rezerw.

## Sukcesy
- 17 miejsce w Drugiej Lidze, Grupie A:

2002